# ويلسون تاكر
ويلسون تاكر (بالإنجليزية: Wilson Tucker)‏‏ (23 نوفمبر 1914 في دير كريك - 6 أكتوبر 2006 في سانت بيترسبرغ) كاتب، وروائي، وكاتب خيال علمي من الولايات المتحدة.